# Indian Institute of Islamic Studies
Das Indian Institute of Islamic Studies (IIIS) ist ein Institut für islamwissenschaftliche Studien in der indischen Metropole Delhi. Es besitzt eine bedeutende Bibliothek.

## Geschichte
Es wurde 1963 von prominenten muslimischen Führern gegründet, unter denen sich auch Hakeem Abdul Hameed, der Gründer der späteren Jamia Hamdard (Hamdard Universität), befand. Das Institut hat den Auftrag, die islamische Tradition und Kultur in Indien zu bewahren. Daneben sollen vergleichende Studien und Forschungen zum Islam gefördert werden. Das Institut beherbergt viele Sammlungen zum Islam, meist in persischer und arabischer Sprache. Es veröffentlicht eine vierteljährlich erscheinende Zeitschrift mit dem Titel Studies in Islam. In seinem Department of Islamic and Comparative Law erscheint das Islamic and Comparative Law Quarterly. Ein anderes Department ist das Department of Comparative Religion.
Das Institut war auch behilflich bei der Finanzierung des India Islamic Cultural Centre (IICC) im Jahr 1984.